# 耀沂茶樺蛾
耀沂茶樺蛾，為臺灣特有的樺蛾科茶樺蛾屬物種。

## 發現史
由臺灣鱗翅學家吳士緯與張維君於2016年發表為新物種，種小名獻名給已故臺灣昆蟲學家朱耀沂，模式標本存放於林業試驗所。

## 分佈與發生期
本種在臺灣分佈於中海拔1,700至2,500公尺以上山區，過往曾數次誤鑑定為外觀近似種臺灣茶蠶蛾 Andraca theae (Matsumura, 1909)，然而據外觀與生殖器皆能穩定辨識兩物種。

## 幼蟲食性
據原始文獻，已知本種幼蟲取食粗毛柃木（Eurya strigillosa）。